# Nationale Loterij van België
De Nationale Loterij (Frans: Loterie Nationale, Duits: Nationallotterie) is de grootste organisator van loterijen in België. De Nationale Loterij is sinds 16 juli 2002 een nv van publiek recht. 

## Geschiedenis
De Loterij werd in opgericht als de Koloniale Loterij om geld in te zamelen voor Belgisch-Congo. De financiën van de Belgische kolonie hadden erg geleden onder de economische crisis. De oprichting gebeurde met het koninklijk besluit van 29 mei 1934. René-François Detry werd aangesteld om de organisatie te leiden. Loten werden aanvankelijk verkocht op postkantoren, bij wisselagenten en bij bepaalde banken. Op 18 oktober 1934 vond de eerste trekking plaats in het Koninklijk Circus. Deze was voorafgegaan door een grote publiciteitscampagne om te loterij te promoten. De trekkingen vonden plaats in Brussel of in andere grote steden en gingen gepaard met veel uiterlijk vertoon. De aanvankelijke prijs van de loten bleek te hoog en pas nadat die verlaag werd naar 50 frank kende de loterij een groot succes. Dankzij de loterij kwam er tussen 1934 en 1940 500 miljoen frank beschikbaar voor de financiën van Belgisch-Congo. 
De Koloniale Loterij werd opgeschort bij de start van de Tweede Wereldoorlog. In de plaats kwam de Loterij van Winterhulp, waarvan de opbrengst ging naar de noodlijdende Belgische bevolking. Na de oorlog werd de Koloniale Loterij opnieuw opgestart. Na de onafhankelijkheid van Congo in 1960 veranderde de loterij van naam en werd Afrikaanse Loterij, later in 1962 werd dit de Nationale Loterij. 
Sinds 4 februari 1978 organiseert de Nationale Loterij het in Europa zeer populaire loterijspel Lotto. In de jaren negentig breidde de Nationale Loterij het aantal spellen drastisch uit. Sinds 16 juli 2002 is de Nationale Loterij verzelfstandigd; ze werd namelijk een naamloze vennootschap van publiek recht bij wet van 19 april 2002 tot rationalisering van de werking en het beheer van de Nationale Loterij.

## Structuur
De Nationale Loterij wordt bestuurd door een raad van bestuur van 14 leden. Uit deze leden wordt er een gedelegeerd bestuurder, een voorzitter van de raad van bestuur en een directiecomité benoemd. Dit laatste bestaat uit de gedelegeerd bestuurder die tevens voorzitter van het directiecomité en vijf leden die de titel van directeur voeren.
| Periode      | Voorzitter                |
| ------------ | ------------------------- |
| 2002 - 2008  | Jean-Marc Delporte        |
| 2008 - 2009  | Edmée De Groeve           |
| 2009 - 2015  | Jean-Marc Liétart         |
| 2015 - 2017  | Olivier Alsteens          |
| 2017 - 2021  | Frédéric Van der Schueren |
| 2021 - heden | Géraldine Demaret         |

| Periode      | CEO                      |
| ------------ | ------------------------ |
| 2002 - 2007  | Joseph-Emile Vandenbosch |
| 2007 - 2013  | Ivan Pittevils           |
| 2013 - heden | Jannie Haek              |

## Huidig spelaanbod
Sinds 29 maart 2010 zijn alle 5 trekkingspelen online beschikbaar. Online krasloten zijn beschikbaar sinds juli 2012. Sinds januari 2013 zijn sportweddenschappen mogelijk onder de naam SCOOORE!.

### Trekkingsspelen
- Lotto: (start 1978) "6+1 uit 45" nummers, €1,50 per combinatie (incl. afzonderlijke bonustrekking). Wekelijkse trekkingen op woensdag en zaterdag, maar ook extra trekkingen. Gemiddelde prijs per winnaar in rang 1: € 1.700.000 voor 52 winnaars per jaar en dit sinds de start van lotto 6/45 op 01-10-2011.
- Joker: (start 1985) spel met getal van 6 cijfers plus één sterrenbeeld. Huidige naam Joker+.
- Keno: (start 1995) dagelijks, 20 uit 70 nummers, pick 2 tot pick 10, per €2 inzet voor 2 combinaties. 10 juiste nummers levert maximum winst: inzet x € 250.000.
- Pick 3: (start 2002) spel met getal van 3 cijfers. Per €1 inzet. Kans op €500 winst met 3 cijfers in de juiste volgorde.
- EuroMillions: (start 2004) Europese loterij met een trekking van "5 uit 50" nummers en "2 uit 12" sterren, per €2,50 combinatie. Twaalf deelnemende landen (georganiseerd door negen loterijen).
- Vikinglotto: (start 2020) Internationaal trekkingsspel dat sinds 1993 georganiseerd wordt door de Vikinglotto Group. Op 19 november 2020 werd België het tiende land waar aan dit spel deelgenomen kon worden. Deelname €10 per combinatie.
- EuroDreams: (start 2023) Europese loterij met een trekking van "6 uit 40" nummers en "1 uit 5" dream-nr's, €2,50 per combinatie. Mix van Win For Life en Lotto. Alle deelnemende loterijen van Euromillions, uitgezonderd Verenigd Koninkrijk (UK heeft reeds "Set For Life").

### Krasspelen
- 21: maximale winst € 100.000. Kans op enige winst 1 op 2,75
- 5000 For Life: maximale winst € 5.000 per maand. Kans op enige winst 1 op 1,99
- Astro: maximale winst € 50.000. Kans op enige winst 1 op 3,80
- Bingo Express: maximale winst € 37.500. Kans op enige winst 1 op 3,91
- Bling Bling: maximale winst € 10.000. Kans op enige winst 1 op 3,99
- Bling Bling Collection: maximale winst € 100.000. Kans op enige winst 1 op 3,69
- King of Cash: maximale winst € 200.000 . Kans op enige winst 1 op 3,50
- Max en Minou: maximale winst € 50.000. Kans op enige winst 1 op 4
- Poker: maximale winst € 100.000 . Kans op enige winst 1 op 3,80
- Presto: maximale winst € 25.000 . Kans op enige winst 1 op 5,14
- Presto XL: maximale winst € 75.000 . Kans op enige winst 1 op 4,30
- Presto XXL: maximale winst € 200.000 . Kans op enige winst 1 op 3,56
- Quick Cash 20: maximale winst € 20.000 . Kans op enige winst 1 op 4,83
- Quick Cash 50: maximale winst € 50.000 . Kans op enige winst 1 op 4
- Subito: maximale winst € 25.000 . Kans op enige winst 1 op 5,14
- Subito XL: maximale winst € 75.000 . Kans op enige winst 1 op 4,30
- Subito XXL: maximale winst € 200.000 . Kans op enige winst 1 op 3,56
- Take Off: maximale winst € 200.000 . Kans op enige winst 1 op 3,50
- Tintin: maximale winst € 75.000 . Kans op enige winst 1 op 3,75
- Win for Life: maximale winst € 2.000  per maand. Kans op enige winst 1 op 5,3
- Win for Life Deluxe: maximale winst € 3.000  per maand. Kans op enige winst 1 op 3,49
- Win for Life Mini: maximale winst € 500  per maand. Kans op enige winst 1 op 5

## Ouder speelaanbod

### Krasspelen
- Baraka: maximale winst € 200.000. Kans op enige winst 1 op 3,32
- Fun For Life: maximale winst € 25.000 per jaar: 1 op 4,12
- Goal!: maximale winst € 50.000 . Kans op enige winst 1 op 3,99
- Kop of Munt: maximale winst € 10.000. Kans op enige winst 1 op 4,88
- Loxo: maximale winst € 25.000 . Kans op enige winst 1 op 3,08
- Magic 7: maximale winst € 77.777. Kans op enige winst 1 op 3,99
- Monopoly: maximale winst € 75.000. Kans op enige winst 1 op 3,99
- Podium: maximale winst € 70.000 . Kans op enige winst 1 op 3,95
- Sesamo: maximale winst € 40.000 . Kans op enige winst 1 op 3,98
- Super 13: maximale winst € 13.000 . Kans op enige winst 1 op 3,99
- Zeeslag: maximale winst € 40.000 . Kans op enige winst 1 op 4,02

## Cijfers
In 2024 ontving de Nationale Loterij 1.533 miljoen euro door de verkoop van loten. Euromillions, het populairste product, bracht 489 miljoen op (incl. My Bonus trekkingen), goed voor 32% van de omzet.  Het tweede populairste product Lotto bracht 441 miljoen euro op, goed voor 29% van de omzet.
Er werd 1.057 miljoen euro aan prijzengeld uitgekeerd. Dat is 69% van de omzet.
Verder is de loterij verplicht om jaarlijks een monopolierente aan de federale staatskas te betalen. Ook geeft de Nationale Loterij jaarlijks subsidies aan verschillende projecten of bepaalde organisaties. In verband met de verdeling van de subsidies kan de Nationale Loterij niets beslissen. Ze kan wel voorstellen voorleggen, maar het parlement beslist welke instellingen of projecten gesubsidieerd worden. Aanvankelijk waren de subsidies vooral bestemd voor sociale, humanitaire en liefdadige werken. Met de jaren werden deze uitgebreid en worden nu talloze andere activiteiten gesteund, zoals de wetenschap of sport. De Nationale Loterij moet een vastgesteld minimumbedrag verdelen in de vorm van subsidies. Voor 2024 waren beide samen goed voor 345 miljoen euro of 23% van de omzet. 
Op maandag 18 oktober 2004 werd een totale prijzenpot van 7 miljoen euro verloot bij een extra trekking ter ere van het 70-jarig bestaan van de loterij. In totaal is er voor een recordbedrag van 21.049.978 euro aan loten verkocht. De grootste jackpot werd gewonnen door 1 winnaar op 31 december 2013 en bedroeg 13.000.000 euro.

## Dochterondernemingen
De Nationale Loterij heeft twee dochterondernemingen, namelijk de Lotto Sports Organisation NV en de LNL Services NV. 
Er zijn ook regionale kantoren en een distributiecentrum maar deze vallen allemaal onder de Nationale Loterij. Het kapitaal van de dochterondernemingen is volledig in handen van de Loterij. Beide hebben geen gepubliceerde jaarrekening en zijn gezeteld in het hoofdkantoor te Brussel. Het zijn eigenlijk fictieve organisaties. Ze hebben geen aparte werknemers, gebouw of directie.